# The Coup
The Coup est un groupe de hip-hop américain, originaire d'Oakland, en Californie. Leur style musical est un amalgame de différents styles, dont le funk, le punk, le hip-hop, et la soul.

## Biographie
The Coup est formé au début des années 1990, et s'inspire particulièrement de la rhétorique black power du groupe de rap politique Public Enemy et du rappeur KRS-One. Le premier EP des Coup s'intitule The EP et toutes les chansons, à l'exception de  Economics 101  sont incluses dans leur premier album Kill My Landlord, publié le 4 mai 1993 ; l'album atteint la 83e place des R&B Albums du classement Billboard. En 1994, le groupe publie son deuxième album, Genocide & Juice ; il atteint également les classements musicaux. A.V. Club le décrit comme « un sens sophistiqué d'ironie rare dans toute forme de musique populaire, mais jamais entendu dans du hip-hop... l'un des chefs-d'œuvre les plus recherchés dans l'histoire du hip-hop. » RapReviews le décrit comme un album funky, riche en mélodie, provoquant et charismatique.
Après quatre années d'inactivité en studio, et après avoir mis un terme avec leur label Wild Pitch, le groupe publie Steal This Album, très bien accueilli par la presse spécialisée,, le 10 novembre 1998. L'album contient le single Me and Jesus the Pimp in a ’79 Granada Last Night. Le magazine Dusted décrit Steal This Album comme « le meilleur album de hip-hop des années 1990. »
En 2001, The Coup publie Party Music, également bien accueilli par la presse spécialisée. Cependant, en partie à cause de problèmes de distribution, les ventes de l'album sont moyennes. La couverture originale de l'album décrit les membres du groupe Pam the Funkstress et Riley devant les tours jumelles du World Trade Center détruites par une énorme explosion. La couverture est achevée en juin 2001 et l'album programmé pour mi-septembre. Cependant, avec la couverture représentant par inadvertance les attentats qui surviendront en septembre, l'album est programmé pour le 6 novembre cette même année avec une couverture différente,. L'attention médiatique de cette couverture est vive, et le contenu lyrique des chansons, en particulier 5 Million Ways to Kill a CEO suscite la polémique. Le contenu inclut You could throw a twenty in a vat of hot oil/When he jump in after it, watch him boil (« On peut en jeter une vingtaine dans une cuve d'huile bouillante/Quand il saute, regardez-le bouillir. ») La critique Michelle Malkin cite cette chanson des Coup comme « un exemple à vomir de l'anti-américanisme travesti en une expression intellectuelle. » Néanmoins, elle certifie l'album de meilleur album de l'année.
Le 15 novembre 2005, Tarus Jackson (alias Terrance), devenu promoteur du groupe, est tué par balle lors d'un cambriolage dans sa résidence à Oakland. Une autre tragédie survient le 2 décembre 2006 ; deux heures avant leur performance au House of Blues de San Diego, leur bus de tournée dévie de la route, dérape et s'enflamme,. Tous les passagers ont réussi à s'extraire, malgré quelques blessés. Le groupe perd cependant tout ce qu'il possède incluant vêtements, ordinateurs, argent, cartes d'identité, clés de voiture et de maison, téléphones et tous les instruments sonores. Le groupe est forcé d'annuler le reste de leur tournée.
Ils publient leur album suivant, Pick a Bigger Weapon, le 25 avril 2006 au label Epipath, ; il atteint la 24e place des Top Heatseekers, et la 35e des Top Independent Albums. Le sixième album des Coup, un album-concept intitulé Sorry to Bother You, est publié le 29 octobre 2012, et bien accueilli par la presse spécialisée,. Le premier single de l'album, The Magic Clap, est mis en ligne par le groupe sur Internet en 2012.
The Coup est connu pour être un groupe de rap très politisé. En effet, Boots Riley se considère communiste depuis l'âge de 14 ans :
« Je pense que les gens devraient avoir un contrôle démocratique sur les profits qu'ils créent. On ne vivra pas dans une vraie démocratie tant qu'on n'aura pas ce contrôle. Et la définition première du communisme est que les gens ont un contrôle démocratique sur les profits qu'ils créent. »

## Discographie

### Albums studio
- 1993 : Kill My Landlord
- 1994 : Genocide & Juice
- 1998 : Steal This Album
- 2001 : Party Music
- 2006 : Pick a Bigger Weapon
- 2012 : Sorry to Bother You

### Apparitions
- Ant Banks - The Big Badass : Streets of Oakland
- No More Prisons, Vol. 2 (compilation) : Drug Warz